# الحضرمي (حجة)

تعديل مصدري - تعديل

الحضرمي هي إحدى قرى عزلة الغزي بمديرية حجة التابعة لمحافظة حجة، بلغ تعداد سكانها 409 نسمة حسب تعداد اليمن لعام 2004.